# Morózovsk

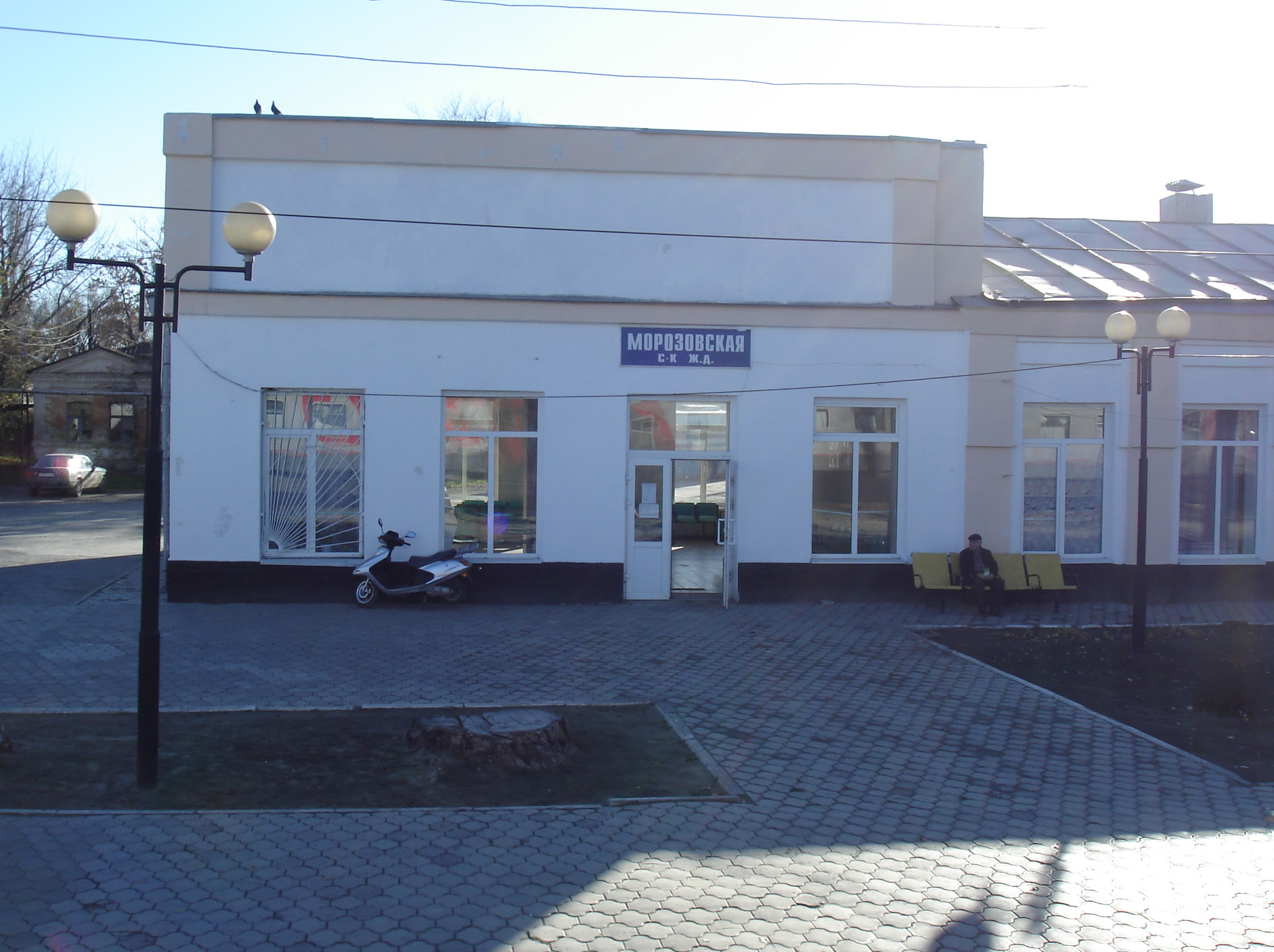
Estación de Morózovsk.

Morózovsk (Моро́зовск en ruso) es una localidad rusa del óblast de Rostov situada a orillas del río Bistraya, afluente del río Donets, a 265 km al nordeste de Rostov del Don.

## Historia
La localidad fue fundada como jútor en los años 80. En 1900 se inauguró la estación ferroviaria. Diez años más tarde, la aldea cosaca de Taubeievskaya se estableció cerca de la estación que fue renombrada Morosovskaya el 24 de abril de 1917. Posteriormente, ambos jútores crecieron y se fusionaron alcanzando el estatus de ciudad en 1941.

## Demografía
| 1939   | 1959   | 1970   | 1979   | 1989   | 1998   | 2002   | 2008   |
| ------ | ------ | ------ | ------ | ------ | ------ | ------ | ------ |
| 21 700 | 27 000 | 27 000 | 27 200 | 27 004 | 29 300 | 29 222 | 28 454 |